# Justizamt Raboldshausen
Das Justizamt Raboldshausen war ein Gericht der ordentlichen Gerichtsbarkeit mit Sitz in Raboldshausen (Neuenstein) im heutigen Landkreis Hersfeld-Rotenburg in Nordhessen.

## Geschichte
Mit Edikt vom 29. Juni 1821 wurde im Kurfürstentums Hessen eine Verwaltungsreform durchgeführt und die Verwaltung von der Rechtsprechung getrennt. Dabei wurde das bisherige Amt Raboldshausen mit den Ämtern Homberg und Borken zum Kreis Homberg zusammengelegt. Als Gericht erster Instanz entstand gleichzeitig das Justizamt Raboldshausen, bis 1823 als Assistenzamt des Justizamtes Neuenstein, danach bis 1831 als Assistenzamt des Landgerichts Homberg.
Es war für die Bereiche der ehemaligen Gerichte Wallenstein, Neuenstein und einen Teil des Gerichts am Walde zuständig.
| Orte im Justizamt Raboldshausen | Orte im Justizamt Raboldshausen | Orte im Justizamt Raboldshausen |
| Gericht Wallenstein             | Gericht Neuenstein              | Gericht des Waldes              |
| ------------------------------- | ------------------------------- | ------------------------------- |
| Wallenstein                     | Raboldshausen                   | Hergetsfeld                     |
| Niederhülsa                     | Mühlbach                        | Oberhülsa                       |
| Oberappenfeld                   | Saasen                          | Niederappenfeld                 |
|                                 | Salzberg                        | Wölfershain                     |
|                                 | Grebenhain                      | Ellingshausen                   |
|                                 | Neuenstein                      |                                 |

Von 1849 bis 1851 gehörte das Justizamt zum Obergericht Rotenburg an der Fulda.
Mit der Annexion Kurhessens durch Preußen 1866 wurde die Gerichtsorganisation geändert. Das Justizamt Raboldshausen wurde zum 1. September 1867 aufgehoben, sein Bezirk dem Bezirk des Amtsgerichts Homberg zugeschlagen, zu dem er heute noch gehört, und das bis zum 1. März 1970 einen Gerichtstag in Raboldshausen unterhielt.

## Gebäude
Die Gemeinde hatte sich in den 1820er Jahren intensiv für ihr Gericht eingesetzt. In einem Gesuch an das Ministerium vom 21. Juni 1829 hatte sie angeboten, Räume für das Justizamt zur Verfügung zu stellen, wenn das Justizamt erhalten bliebe. Nach der Entscheidung, das Justizamt zu erhalten, stellte die Gemeinde Räume im Obergeschoss eines Fachwerkhauses eines Färbermeisters zur Verfügung. Die Raumsituation wurde jedoch als mangelhaft beklagt, und 1840 bis 1842 wurde ein neues Justizamtsgebäude erbaut. Der massive dreistöckige Bruchsteinbau wurde nach der Aufhebung des Gerichtes von der Forstverwaltung und später als Wohnhaus genutzt.

## Richter
Folgende Richter wirkten am Gericht:
a) Assistenzamt des Justizamtes Neuenstein
- Amtsassistent (Amtsassessor) Ludwig Arnold (25. September 1821–31. Dezember 1823)

b) Justizamt Raboldshausen
- Justizbeamter Karl Ludwig Richter (31. Dezember 1832–1833)
- Justizbeamter Joseph Schüßler (1833–1836)
- Justizbeamter Franz Schirmer (1836–1842)
- Justizbeamter Balthasar von Boxberger (1842–1849)
- Justizbeamter Justus Wilhelm Schnackenberg (1850–1857)
- Justizbeamter Karl Möller (1857–1864)
- Justizbeamter Reinhard Dietz (1864–1867)